# Narita
Pour les articles homonymes, voir Narita (homonymie).
Narita (成田市, Narita-shi) est une ville de la préfecture de Chiba au Japon.

## Géographie

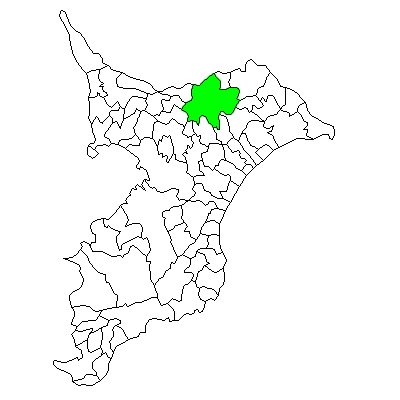
Situation de Narita dans la préfecture de Chiba.

### Situation
Narita est située dans le nord de la préfecture de Chiba, à environ 50 km à l'est du centre de Tokyo.

### Démographie
En 2019, la population de la ville de Narita était de 132 467 habitants pour une superficie de 213,84 km2.

### Hydrographie
Narita est bordée par le fleuve Tone au nord et le lac Inba à l'ouest.

### Climat
| Mois                                             | jan.      | fév.      | mars      | avril     | mai       | juin      | jui.      | août      | sep.      | oct.      | nov.      | déc.      | année             |
| ------------------------------------------------ | --------- | --------- | --------- | --------- | --------- | --------- | --------- | --------- | --------- | --------- | --------- | --------- | ----------------- |
| Température minimale moyenne (°C)                | −2,2      | −0,6      | 2,5       | 7,4       | 12,7      | 17,1      | 21,1      | 22,4      | 19,3      | 13,3      | 6,7       | 0,6       | 10                |
| Température moyenne (°C)                         | 3,9       | 5         | 8,3       | 13        | 17,6      | 20,9      | 24,5      | 26        | 22,8      | 17,4      | 12        | 6,5       | 14,8              |
| Température maximale moyenne (°C)                | 9,4       | 10,4      | 13,7      | 18,4      | 22,7      | 25,2      | 28,9      | 30,7      | 27,1      | 21,7      | 16,9      | 12        | 19,8              |
| Record de froid (°C) date du record              | −8,9 2003 | −8,9 2013 | −5,2 2014 | −2,1 2014 | 0,8 2013  | 7,1 2010  | 15 2003   | 15 2004   | 8,4 2010  | 3,3 2017  | −2,8 2013 | −8,4 2012 | −8,9 2003 et 2013 |
| Record de chaleur (°C) date du record            | 19,4 2017 | 24,4 2009 | 24,9 2010 | 29,6 2004 | 31,3 2019 | 33,8 2005 | 38,4 2004 | 36,9 2013 | 35,5 2010 | 31,7 2018 | 25,3 2009 | 24,2 2004 | 38,4 2004         |
| Précipitations (mm)                              | 63,8      | 69,7      | 102,1     | 125,1     | 129,1     | 144,1     | 116,2     | 121,8     | 194,9     | 257,6     | 106       | 68,1      | 1 498,4           |
| Nombre de jours avec précipitations              | 5,1       | 6,8       | 9,9       | 10,3      | 10,1      | 10,8      | 9,3       | 7,6       | 10,8      | 11,6      | 8,8       | 6,1       | 107,2             |
| dont nombre de jours avec précipitations ≥ 10 mm | 1,7       | 2,3       | 3,9       | 3,9       | 4,1       | 4,7       | 3,5       | 3,3       | 5,1       | 6,1       | 3,1       | 2,1       | 43,8              |
| Humidité relative (%)                            | 63        | 64        | 68        | 72        | 77        | 83        | 84        | 83        | 83        | 80        | 75        | 68        | 75                |
| Nombre de jours avec neige                       | 3,1       | 3,9       | 2,3       | 0,1       | 0         | 0         | 0         | 0         | 0         | 0         | 0         | 0,7       | 10,2              |
| Nombre de jours d'orage                          | 0,5       | 0,3       | 0,8       | 1,2       | 1,6       | 1,3       | 2         | 2,8       | 1,7       | 0,8       | 0,7       | 0,4       | 14,1              |

| Diagramme climatique                                  |              |              |              |               |               |               |               |               |               |            |           |
| J                                                     | F            | M            | A            | M             | J             | J             | A             | S             | O             | N          | D         |
| 9,4−2,263,8                                           | 10,4−0,669,7 | 13,72,5102,1 | 18,47,4125,1 | 22,712,7129,1 | 25,217,1144,1 | 28,921,1116,2 | 30,722,4121,8 | 27,119,3194,9 | 21,713,3257,6 | 16,96,7106 | 120,668,1 |
| Moyennes : • Temp. maxi et mini °C • Précipitation mm |              |              |              |               |               |               |               |               |               |            |           |

## Histoire
Narita a été fondée le 31 mars 1954. Le 27 mars 2006 les bourgs de Shimofusa et Taiei (district de Sanbu) ont été intégrés à Narita.

## Culture local et patrimoine
Le temple Narita-san et le sanctuaire Komikado-jinja, l'un des quinze sanctuaires de la restauration de Kenmu dans lequel le kami de Kazan'in Morokata est vénéré, se trouvent à Narita.

## Transports
L'aéroport international de Narita se situe à Narita.
La ville est desservie par la ligne Narita de la JR East, ainsi que les lignes Keisei, Higashi-Narita et Aéroport de Narita de la compagnie Keisei.

## Jumelages
Narita est jumelée avec :
- Foxton (Nouvelle-Zélande),
- San Bruno (États-Unis).